# Vovo

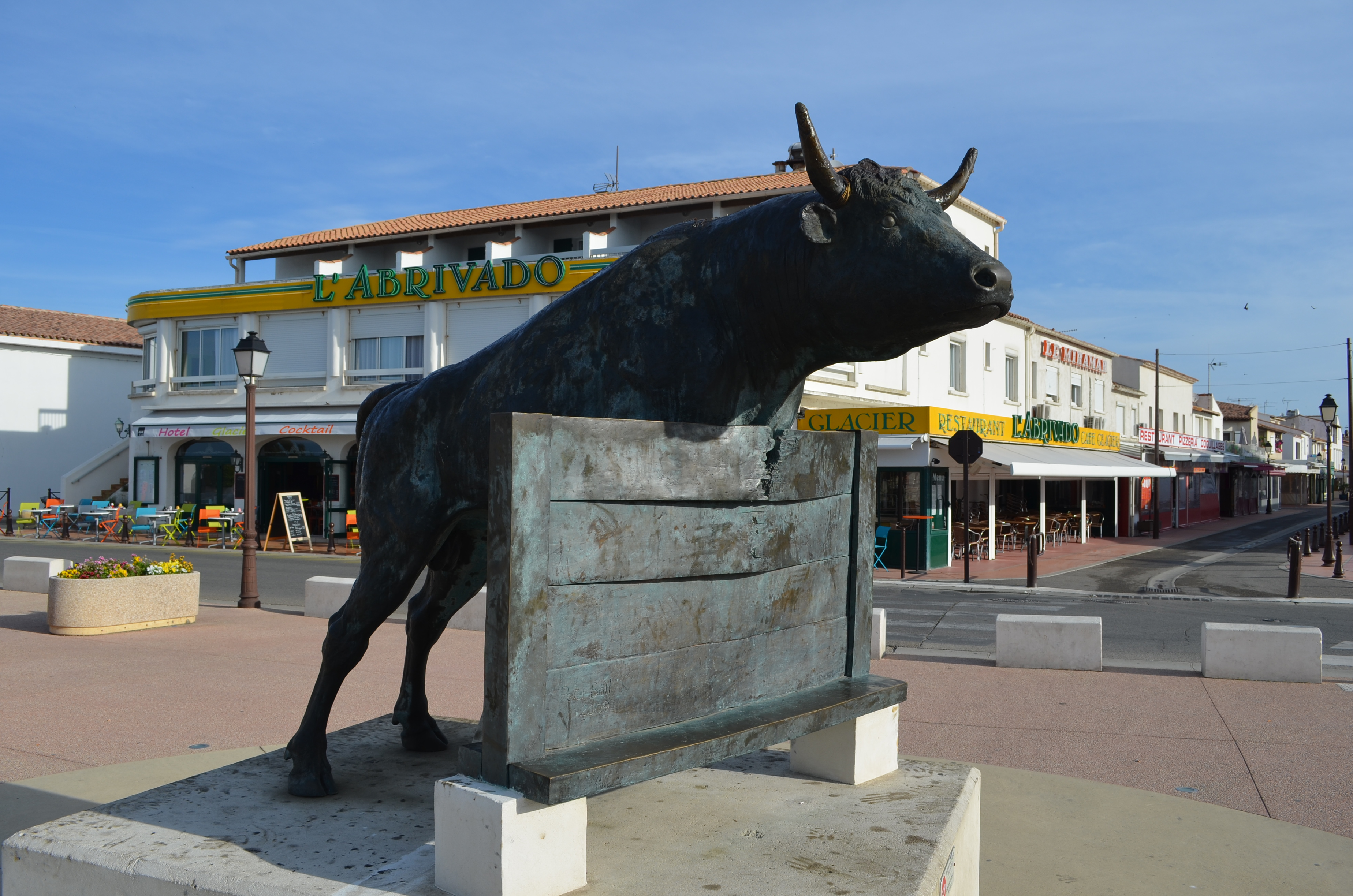
Statue de Vovo, aux Saintes-Maries, franchissant une barrière.

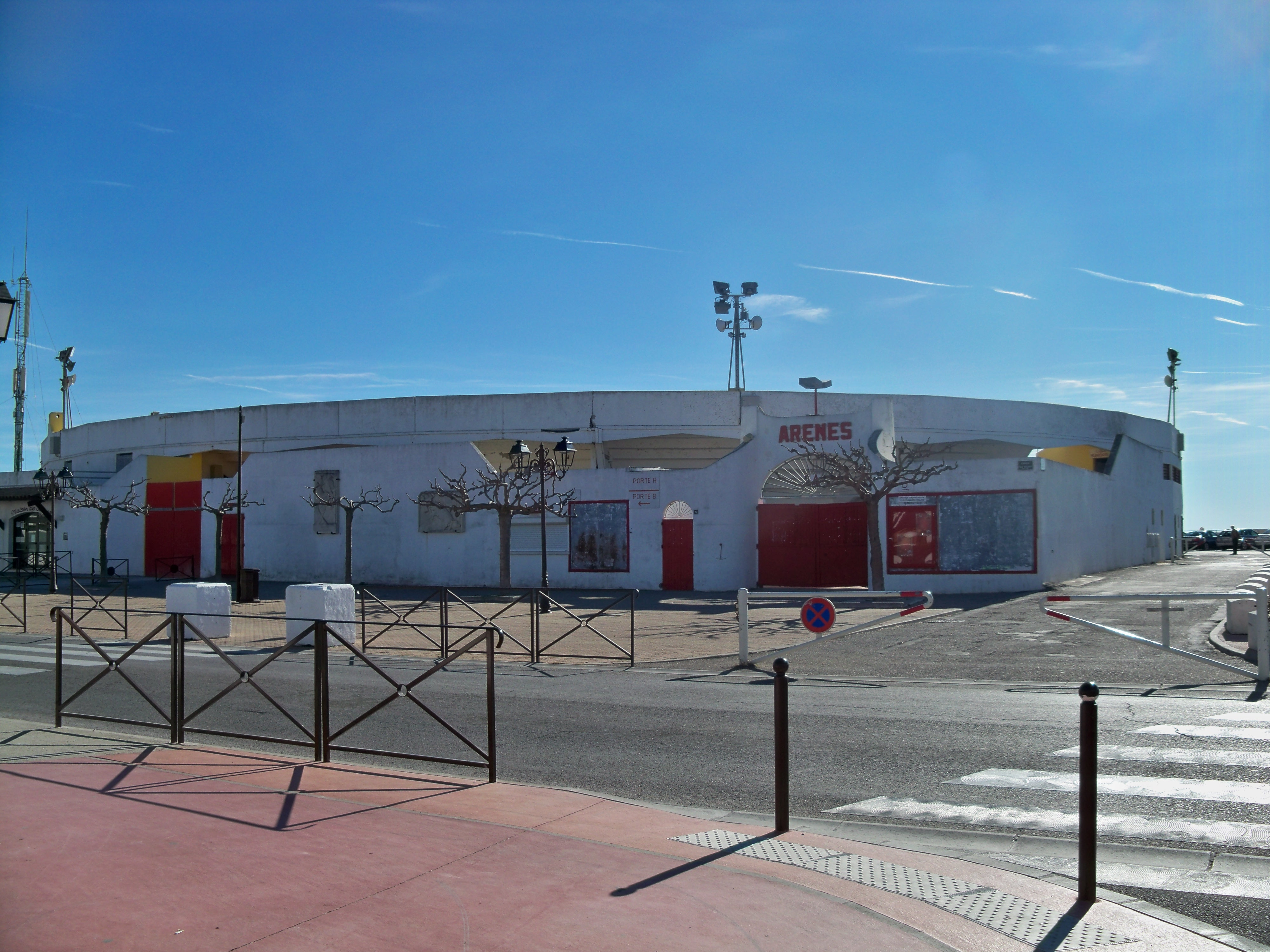
Arènes des Saintes-Maries-de-la-Mer devant lesquelles se trouve la statue du cocardier Vovo, Manade Aubanel Baroncelli Santenco

Vovo, né en 1944, est un taureau cocardier de race camarguaise. Élevé au sein de la manade Aubanel, chassée par la guerre des Saintes-Maries-de-la-Mer, Vovo est ensuite confié au manadier Paul Laurent. Il n'a jamais remporté de prix malgré ses exploits car le Biòu d'or n'existait pas.

## Famille
Il est le fils de Provence, un étalon de la manade Raynaud, et de la vache Gyptis.

## Carrière
Sa carrière se situe entre 1947 et 1954, et bien que son palmarès soit impressionnant, il n'a jamais remporté le Biòu d'or créé en 1954, année de la fin de sa carrière. Il a toutefois fait un dernier retour remarqué à Aimargues en 1958

## Postérité
Sa statue se dresse devant l'entrée des arènes des Saintes-Maries-de-la-Mer depuis 2010. Elle est l'œuvre du sculpteur anglais Peter Eugene Ball (en).